# Anthurium maximilianii
Anthurium maximilianii är en kallaväxtart som beskrevs av Heinrich Wilhelm Schott. Anthurium maximilianii ingår i släktet Anthurium och familjen kallaväxter. Inga underarter finns listade.